# Thomas Straub
Thomas Straub (* 28. März 1973 in Herrenberg) ist ein Deutscher und Schweizer Wirtschaftswissenschaftler und Professor für Internationales Management an der Fakultät Geneva School of Economics und Management (GSEM) der Universität Genf in der Schweiz. Er war mehrere Jahre Vizedekan und Leiter der gesamten Weiterbildung (GSEM Executive) der Fakultät GSEM. Derzeit ist er Leiter des Master of Science in Responsible Management und Co-direktor der Weiterbildungsprogramme Management von Gesundheitseinrichtungen in Zusammenarbeit mit der Fakultät für Medizin. Er war gewähltes Mitglied des Assemblée Générale (Generalversammlung) der Universität Genf.

## Leben
Thomas Straub schloss 1999 sein Studium der Verwaltungswissenschaft (Administrative science) an der Universität Konstanz und dem Institut d’études politiques (IEP) in Grenoble mit dem Diplom ab. Er promovierte 2006 mit einer Arbeit über Reasons for frequent failure in Mergers and Acquisitions am HEC (heute Fakultät GSEM) der Universität Genf, Schweiz. Er war Professor an der Berner Fachhochschule und gründete dort das heutige Kompetenzzentrum Corporate and Business Development, das er auch leitete. Von 2008 bis 2015 war er Professor für Strategisches Management und Entrepreneurship und gewähltes Mitglied der Forschungskommission an der Hochschule für Wirtschaft Freiburg (HSW). Heute ist er Professor für Internationales Management an der Fakultät GSEM - Geneva School of Economics and Management an der Universität Genf in der Schweiz. Als Professor an der Universität Genf war er bereits mehrere Jahre Vizedekan und Direktor der gesamten Weiterbildung der Fakultät. Die Weiterbildung umfasste u. a. Weiterbildungsprogramme (CAS, DAS, MAS und EMBA) in den Bereichen Aviation Management in Zusammenarbeit mit der International Air Transport Association (IATA), Management von Gesundheitseinrichtungen in Zusammenarbeit mit der Fakultät für Medizin und den Genfer Universitätskliniken (HUG - Hôpitaux universitaires de Genève), Rohstoffhandel in Zusammenarbeit mit der Swiss Trading and Shipping Association (STSA), Management von Nicht-Regierungs- und Non-Profit-Organisationen, Management von sozialen Einrichtungen, Projektmanagement, Rechnungswesen, Digital Transformation Leadership in Zusammenarbeit mit der Genfer Industrie und Handelskammer (CCIG - Chambre de commerce, d'industrie et des services de Genève) und Management von international Organisationen (IOMBA).
Straub ist Mitglied des Direktionskomitees des Weiterbildungsprogrammes "Strategie et management des energies" (Energiestrategie und -management) der Fakultät für Naturwissenschaften. Er ist Gastprofessor und Präsident des Internationalen Wissenschaftlichen Rates (englisch International Scientific Council) am UNESCO-Department der Universität Bukarest. Er leitete operativ als Co-Direktor sämtliche Weiterbildungsprogramme an der Universität Genf. Des Weiteren ist er permanenter Gastprofessor an der École hôtelière de Lausanne (EHL) und war lange Jahre Dozent der Schweizerischen Akademie für Wirtschaftsprüfung. Er gehört u. a. dem Stiftungsrat der Schweizerischen Gesellschaft für Organisation und Management (SGO - Stiftung) an und ist Mitglied des Editorial Board / Reviewer der Zeitschriften Journal of Business Ethics (JBE), International Journal of Entrepreneurship (IJE), Journal of Strategy and Management (JSA), Journal of East European Management Studies (JEEMS) und Entrepreneurial Executive (EE).

## Forschungsprojekte
- All-inclusive universities: A project for enhancing the accessibility services of universities for students with disabilities. HES-SO in Kooperation mit der Fakultät GSEM - Universität Genf; Euroregional Center for Democracy. - Swiss-Romanian Cooperation Programme - Swiss Federal Council. 2015–2016.
- Analyzing, sharing and improving good governance practices related to management and child protection policies of Non Profit Organizations in Post-Communist countries. The case of Moldova. HES-SO in Kooperation mit Fakultät GSEM und der Fakultät Psychologie der Universität Genf - Schweiz, Terre des hommes Foundation - Moldova, Partnership for Every Child – Moldova, UNESCO Department for Intercultural Studies – University of Bucharest. 2015–2016.
- Implementation of the GEM Project (Global Entrepreneurship Monitor) in Burkina Faso and Cameron. HES-SO in Kollaboration mit Université du Québec, Trois Rivières/Canada; Université Hassan II, Casablanca/ Morocco, - Centre de Recherches pour le Développement International (CRDI), Canada. 2014–2015.
- The role of Venture Capital to support Entrepreneurship, Schweizerischer Nationalfonds (SNF)in Kooperation mit der Romanian Executive Agency for Higher Education, Research, Development and Innovation Funding (UEFISCDI) für die Umsetzung des Programms, 2012–2014.
- Capacity building for local NGOs in Mongolia, Swiss Confederation, represented by the Federal Department of Foreign Affairs (FDFA), acting through Swiss Agency for Development and Cooperation, Ulaanbaatar/Mongolia, Bern, 2012–2014.
- Global Entrepreneurship Monitor (GEM), Länderbericht Schweiz 2010.
- IT Management Forum Western Switzerland: Inter-organizational communities of best practices among multinational companies around lake Geneva - RCSO HES-SO, Merck Serono S.A., Genève; Philip Morris International, Lausanne; Givaudan S.A., Genève.
- Organizational Development between lack of Specialists and Career Development - KTI: Schweizer Förderagentur für Innovation.
- Research Project on Hedge Funds and Alternative Investments - Autorité des Marchés Financiers (AMF) - Franz. Finanzmarktaufsicht (FMA), Paris.
- Research Programm on Law and Economy - French Ministry of Justice (Franz. Justizministerium), Paris.
- Research Networks and Intellectual Property: A Model for Supporting Developing Country Researchers in Creating, Owning and Exploiting Health Research Results - GIAN (Geneva International Academic Network) (heute: SNIS – Swiss Network for International Studies) und Weltorganisation für Geistiges Eigentum (WIPO/OMPI).

## Publikationen (Auswahl)
- Thomas Straub, Thorsten Feix, Jan-Philippe Büchler: Mergers & Acquisitions - Erfolgsfaktoren für mittelständische Unternehmen. Haufe Lexware, München 2017, ISBN 978-3-648-05729-2.
- Thomas Straub, Stefano Borzillo, Roxana Voicu-Dorobantu: Entrepreneurship and Ecosystems: Global Guidelines. Growth Publisher, New York 2016, ISBN 978-2-940384-34-1 (englisch).
- Thomas Straub: Einführung in die Allgemeine Betriebswirtschaftslehre - Das Übungsbuch. Pearson Studium, München 2012, ISBN 978-3-86894-135-7.
- Thomas Straub: Einführung in die Allgemeine Betriebswirtschaftslehre. 3. überarbeitete  Auflage. Pearson Studium, München 2020, ISBN 978-3-86894-315-3.
- Thomas Straub, Lea Stadtler, Achim Schmitt, Patricia Klarner: More than Bricks in the Wall: Organizational Perspectives for Sustainable Success. Springer Gabler, Wiesbaden 2010, ISBN 978-3-8349-2580-0 (englisch).
- Thomas Straub: Reasons for frequent failure in Mergers and Acquisitions: A Comprehensive Analysis. Dissertation, Universität Genf, 2006. Gabler Edition Wissenschaft, Deutscher Universitätsverlag, Wiesbaden 2007, ISBN 978-3-8350-0844-1 (englisch).